# Adéodat (fils d'Augustin)
Pour les articles homonymes, voir Adéodat.
Adéodat (372 - v. 389) est le fils d'Augustin d'Hippone. Il est né avant la conversion de celui-ci des amours avec une concubine restée anonyme. Il est baptisé à Mediolanum (Milan) en 387 par saint Ambroise, en même temps que son père, avant de décéder quelques années plus tard. Saint Augustin évoque sa mémoire dans les Confessions, après l'avoir mis en scène dans un dialogue philosophique intitulé De magistro.

## Biographie

### Augustin en ménage

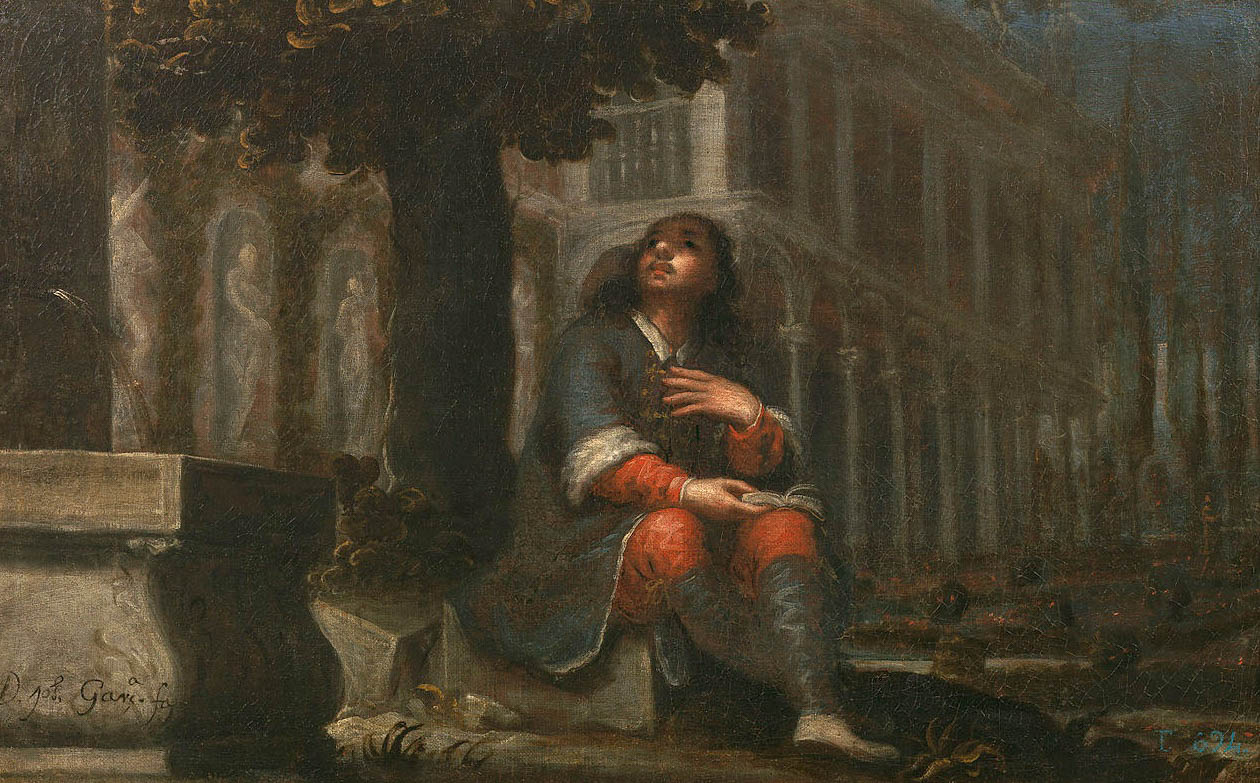
Augustin, un jeune intellectuel qui s'interroge profondément. Tableau de. Musée du Prado.

Augustin est arrivé à Carthage (actuelle Tunisie) en 371 pour y accomplir ses études supérieures. Loin du milieu familial, l'adolescent de 17 ans se livre durant une année au vagabondage sexuel, avant de prendre une concubine. Dans la société romaine du IVe siècle, le concubinage était considéré comme une sorte de mariage de second ordre, non seulement licite mais honorable. Il s'agissait d'une sorte de stage, le temps de conclure les négociations financières qui présidaient à tout mariage officiel. Dans le cas d'Augustin, cette cohabitation va durer plus d'une dizaine d'années, durant lesquelles il restera fidèle à sa concubine. Bien qu'elle ait stabilisé la frénésie sensuelle de son fils, la situation ne plaît pas à Monica, qui, outre le péché, y voit l'obstacle à un riche mariage : elle poussera Augustin à rompre, au profit d'un parti plus avantageux, et le cœur brisé, le jeune homme s'exécutera, peu de temps avant sa conversion définitive. Mais après le baptême, il optera finalement pour la consécration religieuse, laissant Adéodat le suivre dans cette voie.

### La mère d'Adéodat
On ignore jusqu'au nom de la mère d'Adéodat. Sans doute était-elle chrétienne, mais de condition inférieure, partant consciente d'être un jour répudiée, car le droit romain interdisait ce type d'union disparate. Elle a mis au monde son fils au bout d'un an de liaison. C'est précisément le nom de l'enfant qui permet de présumer que sa mère était chrétienne : très fréquent dans l'Église de Carthage, Adeodatus signifie « donné par Dieu, Dieudonné » (a Deo datus) et constitue la version latine du nom punique Iantabaal. Sur le moment, Augustin ne s'est pas vraiment réjoui de cette naissance, qui aura cependant sur lui un effet stabilisateur. Malgré tout, l'entretien d'une famille a représenté un vrai problème pécuniaire pour le jeune enseignant, à travers ses différentes affectations : Carthage, Thagaste, encore Carthage, Rome et Mediolanum. C'est dans cette dernière ville qu'a lieu la rupture, entre 385 et 386 : magnanime, la mère d'Adéodat confie l'adolescent à son père, avant de retourner en Afrique du Nord, se retirant sans plainte ni récrimination, jurant même — assure Augustin — de ne jamais être à un autre homme. Quelques mois plus tard, au cours de la célèbre scène du Jardin de Mediolanum, se produit la conversion définitive du futur Père de l'Église, suivie de son baptême, le 24 avril 387, en compagnie de son fils et de son ami Alypius.

### L'enfant du péché et de la grâce

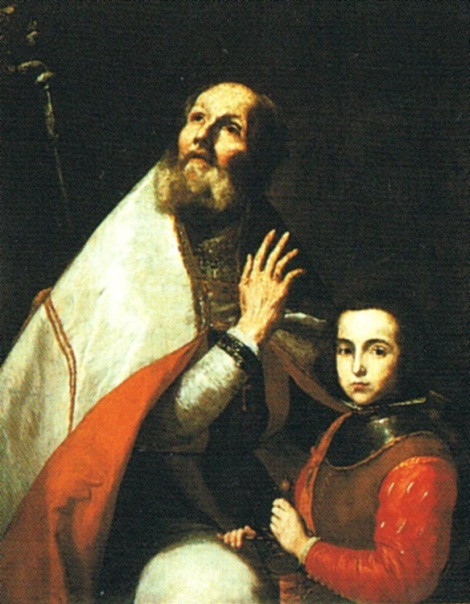
Saint Augustin, évêque d'Hippone (par José de Ribera).

Selon la loi romaine, rien n'obligeait Augustin à entretenir ce fils né hors des liens matrimoniaux. Or, il a pris soin d'Adéodat, l'entourant d'amour et de tendresse, et veillant particulièrement au développement intellectuel de l'enfant. Il est vrai que l'intelligence de celui-ci lui paraîtra supérieure à la sienne, ce qui n'est pas peu dire. Ainsi, participant à la retraite préparatoire au baptême dans la villa de Cassiciacum, Adéodat stupéfie les brillants amis de son père par la profondeur de ses réparties, comme en témoigne le De beata vita. Quand les autres sèchent sur certains points de doctrine, il fait preuve d'une grande clarté de jugement et d'une vive intuition des vérités chrétiennes : sûreté et pénétration dans lesquelles se reconnaît également l'éducation de Monique, qui s'est beaucoup occupée de son petit-fils. Une fois baptisé, l'adolescent regagne l'Afrique romaine avec son père, à la mi-août 388, et tous deux entament une expérience de vie monastique à Thagaste. Adéodat n'avait-il pas affirmé à Cassiacum que l'héritier des biens spirituels est « celui qui tend vers Dieu et se consacre à lui seul » ? De cette période date le De magistro, ouvrage philosophique dans lequel Augustin dialogue avec son fils à la manière des platoniciens. À travers une réflexion sur le langage, qui doit beaucoup à sa formation de rhéteur, l'auteur y esquisse, avec une théorie du signe, deux thèmes majeurs de sa pensée : l'étroite connexion entre la connaissance et l'amour, et le magistère intérieur du Christ, lumière de l'âme et source de toute vérité.

### Une disparition prématurée

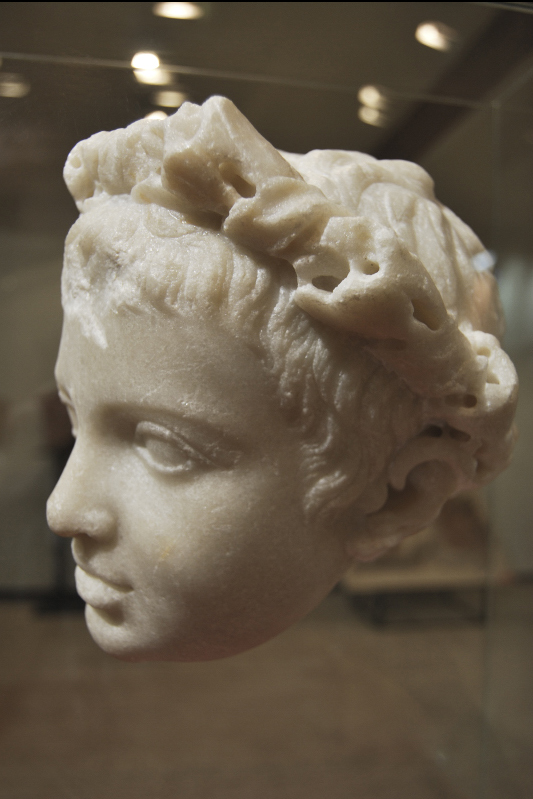
Tête d'enfant. Art romain.

Des années plus tard, Augustin affirmera qu'il a fidèlement rapporté les observations sagaces d'Adéodat, lorsqu'il évoquera la mémoire de son fils, au chapitre 6 du livre IX des Confessions. Celui-ci est en effet décédé prématurément, avant l'installation de son père à Hippone en 391, à une date et pour une cause à ce jour inconnues. Survenant en même temps que celle d'un ami appelé Nebridius, cette disparition a rempli de tristesse le sensible Augustin. Vaine lui semble désormais la spéculation philosophique en solitaire. L'heure a sonné de se charger de « chagrins utiles » : l'établissement d'une communauté monastique et, à terme, l'ordination et l'épiscopat. Mais, jusque dans sa dernière œuvre, il gardera au cœur le souvenir d'Adéodat. Ainsi, par la magie de l'écriture, reste le profil perdu de celui qu’Augustin définit comme « l'enfant charnel de mon péché » et « notre contemporain dans la grâce », suivant l'ambivalence de l'autobiographie augustinienne : aveu des fautes passées et exaltation du Don de Dieu.